# Innerlichkeit

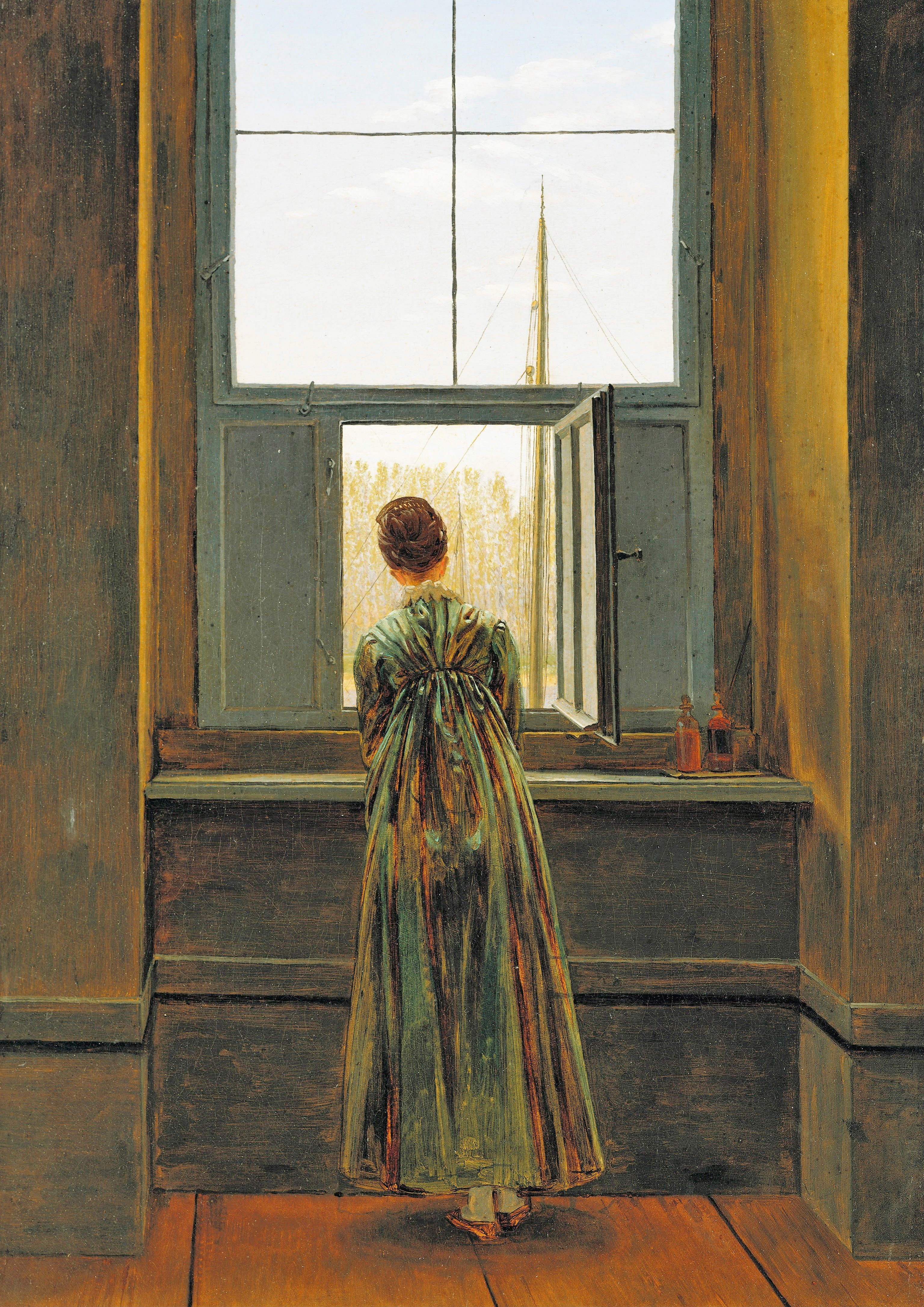
Caspar David Friedrich: Frau am Fenster (1822)

Mit Innerlichkeit bezeichnet man in der Philosophie alle dem Subjekt zukommenden Bewusstseinsvorgänge, Gedanken und Emotionen im Unterschied zu der außer ihm befindlichen Welt, der „Außenwelt“. 
Der Biologe Adolf Portmann benutzte den Ausdruck für die geistige Welt der Tiere und Pflanzen.
Auf kultureller Ebene wurde den Deutschen gerne Innerlichkeit im Sinne eines Rückzugs des Subjekts aus der Welt, aber auch als besonnene und empfindsame Gemütslage zugeschrieben. Dies drückt sich im stehenden Begriff deutsche Innerlichkeit aus.

## Begriffsgeschichte
Der Begriff taucht zuerst 1779 bei Klopstock auf und bezeichnet bei ihm eines von neun Elementen poetischer Darstellung: „Innerlichkeit, oder Heraushebung der eigentlichen innersten Beschaffenheit der Sache.“ Ab 1787 verwendet ihn Goethe im Plural „Innerlichkeiten“, um die „innere Natur“ des Menschen oder einer Nation zu beschreiben. Der Singular findet sich bei ihm erst ab 1828.

## Innerlichkeit in der Philosophie
In seiner Schrift De vera religione (Die wahre Religion) fordert Augustinus auf: „Gehe nicht nach draußen, kehre in dich selbst ein; im inneren Menschen wohnt die Wahrheit.“ Damit richtet sich die Wahrheitssuche nach innen, was für Augustinus zu einem schrittweisen Aufstieg zu Gott führt: von der Außenwelt (foris) zur Innerlichkeit (intus) hin zum Innersten (intimus), wird letztendlich Gott als der Urgrund der Wahrheit erfasst.
In der Reformation wird durch den „Rückzug in die Innerlichkeit“ eine äußere Autorität als Mittler zwischen Gott und dem Menschen abgelehnt.
Hegel schließt in seiner Gymnasialrede von 1809 an den vorphilosophischen Gebrauch von „Innerlichkeit“ an. Diente hier der Begriff noch zur Beschreibung einer Gemütslage von Besonnenheit und geistiger Wachheit, so entwickelt Hegel ihn 1805/06 in der Jenenser Realphilosophie in seiner philosophischen Dimension. Dabei unterwirft er die  Auffassung von Innerlichkeit als bloßer selbstgenießerischer Sentimentalität, bzw. als „Verhausen“ der Subjektivität in sich selbst, einer scharfen Kritik. Er stellt ihr ein Konzept des Austauschs zwischen subjektiven Inneren und allgemeinen Äußeren gegenüber. Innerlichkeit wird von ihm somit dann negativ gewertet, wenn sie einer Vermittlung von Innen und Außen entgegensteht. 
Zusätzlich hierzu tritt der Begriff bei Hegel in zwei weiteren Bedeutungen auf:
- als die Sphäre des reflektierenden geistigen Seins
- als eine Qualität, die Kunstwerken und -gattungen, aber auch geschichtlichen Epochen, zukommen kann, wenn diese durch ein hohes Maß an Subjektivität geprägt sind.

Kierkegaard kehrt in Kritik an Hegel jedoch zur Innerlichkeit als einziger Versicherung des Glaubens zurück, da er Versuche, das Christentum objektiv als wahr zu erweisen (durch Geschichte, Bibelkritik und Spekulation), für bedeutungslos hält. Merkmal der Innerlichkeit wird bei Kierkegaard das Leiden, da durch das Absterben der Beziehung zur Außenwelt deren Endlichkeit dem Menschen schmerzhaft bewusst wird. Die Möglichkeit eines Ausdrucks der Innerlichkeit im Äußeren bestreitet Kierkegaard und drängt gleichzeitig das Äußere in die Bedeutungslosigkeit zurück.
Nietzsche kritisiert in seiner zweiten Unzeitgemäßen Betrachtung unter anderem diesen „merkwürdigen Gegensatz eines Inneren, dem kein Äusseres, eines Äusseren, dem kein Inneres entspricht, ein Gegensatz, den die alten Völker nicht kennen. Das Wissen (…) wirkt jetzt nicht mehr als umgestaltendes, nach außen treibendes Motiv und bleibt in einer gewissen chaotischen Innenwelt verborgen, die jener moderne Mensch mit seltsamem Stolze als die ihm eigenthümliche ‚Innerlichkeit‘ bezeichnet.“ Nietzsche kritisiert die deutsche Innerlichkeit, für welche er Luthers Reformation verantwortlich macht, als das Moment, welches ästhetisch wie auch politisch für die Rückständigkeit der Deutschen verantwortlich ist.

## Deutsche Innerlichkeit
„Der Geist wird heiter in der Erkenntnis des Gemütes und das Auge klarer durch die innerliche Empfindung. Durch alle geistigen und künstlerischen Werke eines Volkes schwingt durch alle Zeiten hindurch ein einziger Grundton des Empfindens und innerlichen Lebens und diese Melodie verlebendigt sich in allen Liedern, Bildern, Domen, Gestalten und Gedanken auf neue Weise und findet ihr Echo wieder in jedem Gemüt, das die Gedanken und Bilder in sich aufnimmt.“
Diese Beschreibung der deutschen Innerlichkeit von Ulrich Christoffel aus dem Jahre 1940 wird mit ihrem Allgemeingültigkeitsanspruch der gesellschaftlichen und historischen Realität zwar nicht gerecht, zeigt aber vor allem, als was deutsche Innerlichkeit empfunden wurde: als eine Art des Denkens, Fühlens, Wahr- und Aufnehmens, durch deren Ähnlichkeit eine kulturelle Identifikation möglich wurde. Deutsche Innerlichkeit kann dabei als Begriff auf den Zeitraum vom achtzehnten bis Anfang/Mitte des 20. Jahrhunderts angewandt werden.

### In Politik und Kunst

#### Politische und geographische Lage
Auch im politischen Bereich findet der Begriff Verwendung, wenn in der Innerlichkeit die persönliche politische Freiheit gewahrt werden soll. Im 19. Jahrhundert wird häufig von der „Deutschen Innerlichkeit“ gesprochen, welche dem gesellschaftlichen Schauspiel zu Hofe entgegengesetzt wurde. Kultur, Sitte, Kunst und Mode waren damals stark durch die französische Kultur beeinflusst, als deren Vorbild der Hof von Ludwig XIV. galt. Die höfische Kultur Frankreichs wurde von deutscher Seite häufig als gekünstelt und verstellt aufgefasst. Beispielsweise beklagt sich Goethes Hofmann Tasso darüber: „So zwingt das Leben uns, zu scheinen.“ Da in Deutschland keine dem französischen Hof vergleichbare kulturellen Zentren existierten, stand die gesellschaftliche Dynamik der kulturellen Prozesse hier nicht im Vordergrund. Vielmehr waren damals alle Geistesgrößen über eine Vielzahl von Fürstentümern verteilt, die Auseinandersetzungen erfolgten im Stillen und der Sphäre des Privaten. Ebenfalls in diesem Zusammenhang gebracht wird die Meisterschaft der Deutschen in der Musik, welche als ein der Innerlichkeit adäquater Ausdruck aufgefasst wurde.
Norbert Elias verweist in Über den Prozeß der Zivilisation darauf, dass die Innerlichkeit ursprünglich überhaupt keinen nationalen, sondern einen rein sozialen Gegensatz zum Ausdruck brachte. Da das deutsche Bürgertum, anders als etwa das französische, lange vom Leben am Hof ausgeschlossen war, bildete es seine Identität über die Bildung:
„[W]as ihr Selbstbewußtsein, ihren Stolz begründet, liegt jenseits von Wirtschaft und Politik: in dem, was man gerade deswegen im Deutschen ,Das rein Geistige' nennt, in der Ebene des Buches, in Wissenschaft, Religion, Kunst, Philosophie und der inneren Bereicherung, der ‚Bildung‘ des Einzelnen, vorwiegend durch das Medium des Buches, in der Persönlichkeit.“
Erst später wurde, nachdem der „ursprünglich mittelständische Sozialcharakter“ gegen den als französisch verrufenen Hof zum Nationalcharakter erklärt worden war, aus der vorwiegend sozial bestimmten Innerlichkeit ein nationales Charakteristikum.

#### Die Rolle des lutherschen Protestantismus
Durch die zwangsstaatliche Organisation des deutschen Protestantismus wurde, nach Helmuth Plessners geistesgeschichtlicher Untersuchung, anders als im durch Calvin geprägten England, die schöpferische Einbringung des Einzelnen in kirchliche Angelegenheiten stark gehemmt. Dieser bürokratische Charakter führte dazu, dass dem einzelnen seine Rolle als Glied der Gemeinde weniger stark zu Bewusstsein kam und er seine Mitverantwortung für die Kirche nicht ausleben konnte. Stattdessen erschien nun das Weltliche Feld als jenes der Entfaltung, hierher waren nun Tätigkeit und Bewährung geleitet. So bekam die Verweltlichung des ganzen Lebens selbst einen religiösen Antrieb, es bildet sich eine spezifisch deutsche Form der Weltfrömmigkeit.
Die staatskirchliche Zwangsorganisation vertieft also den Bruch zwischen Innerlichkeit (Bewährung auf persönlichem Felde) und Öffentlichkeit. Zwischen beiden Extremen fehlte in Deutschland eine vermittelnde Instanz, wie etwa Freikirchen es hätten sein können. Die religiös motivierte Weltferne und der Rückzug auf die eigene Innerlichkeit, das Leben in Haus und Familie, bestärkte gegenüber dem öffentlichen Leben jene Gleichgültigkeit gegenüber Fragen der Politik.

#### Kritik und Erneuerung
An Hegel anschließend erweitert sich der Begriff und bietet Ästhetiken und Poetiken eine neue Perspektive, so zum Beispiel in Vischers Ästhetik (1846) und in Moritz Carrières Das Wesen und die Formen der Poesie von 1854.
Die politische Situation begünstigte eine eher stille Auseinandersetzung mit den Ideen der Zeit, wurde aber schon von den Zeitgenossen als Provinzialität gewertet. Noch Thomas Mann beklagt 1933 die deutsche Innerlichkeit als den „Weg des deutschen Bürgertums (…) von der Revolution zur Enttäuschung, zum Pessimismus und einer resignierten, machtgeschützten Innerlichkeit.“ Auch Helmuth Plessner schreibt 1923 mit den Grenzen der Gemeinschaft ein Traktat gegen die deutsche Tendenz, sich allein auf die Innerlichkeit zu berufen, die ein Leben in Gemeinschaft vorzieht und alles gesellschaftliche und öffentliche Leben als oberflächlich empfindet. Schärfer bewertet Thomas Mann die deutsche Innerlichkeit später in seiner Rede Deutschland und die Deutschen, die er kurz nach der Befreiung Deutschlands vom Nationalsozialismus in der Forschungsbibliothek des US-Kongresses in englischer Sprache hielt. Er stellte die Zwiespältigkeit des Phänomens dar und brachte es sowohl mit deutscher Kultur als auch mit deutscher Schuld in Verbindung.
In der ersten Hälfte des 20. Jahrhunderts greift der Erneuerer marxistischer Philosophie Georg Lukács den Begriff erneut auf und nutzt ihn zur Abgrenzung von Roman und Epos. Der Roman, als literarische Form der Neuzeit, ist laut Lukács durch die Innerlichkeit charakterisiert, in die sich ein durch die fremdgewordene Außenwelt verstörtes Subjekt zurückzieht. Dabei vermag der Dichter im Roman den Eigenwert der Innerlichkeit in sein Recht zu setzen, indem er die verlorene Totalität als regulative Idee im Sinne Kants gebraucht.
Nach diesem letzten Versuch der Aktualisierung wird der Begriff fast nur noch in den Geisteswissenschaften gebraucht und auch dort meist nur in einer historisch Dimension, wenn etwa der mittelalterlichen Mystik, dem Pietismus, Hamann, Herder und der Romantik Innerlichkeit zugeschrieben wird.

### Zitate zur deutschen Innerlichkeit
„Die deutsche Innerlichkeit will ihren Schlafrock und ihre Ruh und will ihre Kinder dusslig halten und verkriecht sich hinter Salbadern und Gepflegtheit und möchte das Geistige in den Formen eines Bridgeclubs halten.“

„Ein Kleidungsstück, dessen Erfindung kein Kopfzerbrechen macht, dessen Anlegung keine Zeit kostet, also ein aus der Fremde entlehntes und möglichst lässlich nachgemachtes Kleidungsstück gilt bei den Deutschen sofort als ein Beitrag zur deutschen Tracht. Der Formensinn wird von ihnen geradezu ironisch abgelehnt—denn man hat ja den Sinn des Inhaltes: sind sie doch das berühmte Volk der Innerlichkeit.“

„Was ich Ihnen in abgerissener Kürze erzählte … ist die Geschichte der deutschen Innerlichkeit. Eines mag diese Geschichte uns zu Gemüte führen: daß es nicht zwei Deutschland gibt, ein böses und ein gutes, sondern nur eines, dem sein Bestes durch Teufelslist zum Bösen ausschlug…“